# Adolphe Dieudonné
Pour les articles homonymes, voir Dieudonné.
Adolphe Dieudonné né le 31 janvier 1868 à Paris 11e et mort le 4 août 1945 à Paris 4e, est un numismate français.

## Biographie
Adolphe Dieudonné est le fils de Marie Henry Camille Dieudonné (1836-1891), ancien élève de l'École Polytechnique, ingénieur aux chemins de fer de l'Est, et de Marié Léonie Garnier.
Élève de l'École des chartes, il y obtient le diplôme d'archiviste paléographe avec une thèse sur Hildebert de Lavardin, évêque du Mans, au XIIe siècle.
Nommé à la Bibliothèque nationale de France en 1895, il est affecté en 1896 au Cabinet des médailles où il classe les monnaies grecques du fonds Waddington. Il s'intéresse alors à la numismatique antique et collabore à la Revue numismatique, publiée par la Société française de numismatique, où il présente les acquisitions des monnaies grecques et romaines du Cabinet des médailles de 1895 à 1905. Après le départ de Maurice Prou, il oriente ses recherches vers les monnaies françaises.
En 1906, il devient secrétaire de la Revue numismatique, jusqu'en 1934, puis de nouveau de 1939 à 1942.
Il succède à Ernest Babelon à la tête du Département des médailles et antiques de la Bibliothèque nationale en 1924, poste qu'il occupe jusqu'à sa retraite, en 1937.
Il enseigne la numismatique à l'École des chartes.

## Publications
- Théorie de la monnaie à l’époque féodale et royale d’après deux livres nouveaux, Paris, C. Rollin et Feuardent, 1909 (lire en ligne sur Gallica).
- « La Monnaie royale depuis la réforme de Charles V jusqu’à la restauration monétaire par Charles VII, spécialement dans ses rapports avec l’histoire politique », Bibliothèque de l’école des chartes, Paris, vol. 72, no 1,‎ 1911, p. 473-99 (ISSN 1953-8138, lire en ligne, consulté le 15 novembre 2024).
- « La Monnaie royale depuis la réforme de Charles V jusqu’à la restauration monétaire par Charles VII, spécialement dans ses rapports avec l’histoire politique (suite et fin) », Bibliothèque de l’école des chartes, Paris, vol. 73, no 1,‎ 1912, p. 263-82 (lire en ligne, consulté le 15 novembre 2024).
- Avec Jules Adrien Blanchet, Manuel de numismatique française.
  - tome 2 : Monnaies royales françaises depuis Hugues Capet jusqu’à la Révolution, Paris, Auguste Picard, 1916 (lire en ligne sur Gallica).
  - tome 4 : Monnaies féodales françaises, Paris, Auguste Picard, 1936 (lire en ligne sur Gallica).
- Les Monnaies capétiennes ou royales françaises, t. 1 De Hugues Capet à la réforme de saint Louis, Paris, Ernest Leroux, 1923 (lire en ligne sur Gallica).
- Les Monnaies capétiennes ou royales françaises, t. 2 De Louis IX 'saint Louis) à Louis XII, Paris, Ernest Leroux, 1932 (lire en ligne sur Gallica).
- « L’Ordonnance ou règlement de 1315 sur le monnayage des barons », Bibliothèque de l’école des chartes, Paris, vol. 93, no 1,‎ 1932, p. 5-54 (lire en ligne, consulté le 15 novembre 2024).
- « Les Monétaires mérovingiens », Bibliothèque de l’école des chartes, Paris, vol. 103, no 1,‎ 1942, p. 20-51 (lire en ligne, consulté le 15 novembre 2024).
- « La Note du registre "Noster" », Bibliothèque de l’école des chartes, Paris, vol. 104, no 1,‎ 1943, p. 247-58 (lire en ligne, consulté le 15 novembre 2024).

Voir également la liste de ses publications sur ID REF.

## Distinctions
- Chevalier de la Légion d'honneur (12 aout 1930)